# Pygopleurus transcaucasicus
Pygopleurus transcaucasicus es una especie de coleóptero de la familia Glaphyridae.

## Distribución geográfica
Habita en el Cáucaso.